# The Great Impersonator
The Great Impersonator es el quinto álbum de estudio de la cantante estadounidense Halsey, publicado el 25 de octubre de 2024 por la compañía discográfica Columbia Records. El álbum ha sido descrito por la propia cantante, como el más personal de su carrera y cuenta con un recorrido de sonidos pop por las décadas de los años 70 hasta la actualidad, marcando las influencias de Halsey en su música.

## Antecedentes
El 14 de junio de 2023, se anunció que Halsey había firmado con Columbia Records. El 4 de junio de 2024, Halsey publicó el sencillo promocional, «The End». El 26 de julio, presentó el primer sencillo del álbum, «Lucky» junto a su videoclip dirigido por Gia Coppola. El 25 de agosto, presentó el segundo sencillo del álbum, «Lonely Is the Muse». Días más tarde, dio a conocer el título de su quinto álbum de estudio. Un álbum descrito como álbum conceptual y que recorrerá sonidos de distintas décadas de la música pop. Halsey publicó el tercer sencillo «Ego» el 6 de septiembre. «I Never Loved You» fue lanzado como cuarto sencillo el 10 de octubre.

## Promoción
Halsey lanzó un video en sus redes presentando un tráiler del álbum el 27 de agosto de 2024. La portada del álbum fue presentada junto a otras cuatro portadas distintas correspondiendo cada una, a una década diferente de la música (década de los 70, 80, 90 y años 2000).
El 8 de octubre, Halsey inició una cuenta regresiva de 18 días en las redes sociales para el lanzamiento del álbum, publicando una imagen de ella misma "haciéndose pasar por un ícono diferente cada día y mostrando un fragmento de la canción que inspiraron" todos los días durante ese período. Los artistas y sus respectivos temas inspirados fueron los siguientes, lanzados en este orden:
- Dolly Parton, "Hometown"[15]
- PJ Harvey, "Dog Years"[16]
- Kate Bush, "I Never Loved You"[12]
- Cher, "Letter to God (1974)"[17]
- David Bowie, "Darwinism"[18]
- Amy Lee de Evanescence, "Lonely Is the Muse"[19]
- Dolores O'Riordan, vocalista de the Cranberries, "Ego"[20]
- Stevie Nicks, "Panic Attack"[21]
- Bruce Springsteen, "Letter to God (1983)"[22]
- Linda Ronstadt, "I Believe in Magic"[23]
- Britney Spears, "Lucky"[24]
- Ella misma, puesto que aparece en la portada de su álbum debut Badlands, "Hurt Feelings"[25]
- Aaliyah, "Letter to God (1998)"[26]
- Joni Mitchell, "The End"[27]
- Fiona Apple, "Arsonist"[28]
- Tori Amos, "Life of the Spider (Draft)"[29]
- Björk, "The Great Impersonator"[30]
- Marilyn Monroe, "Only Living Girl in LA"[31]

## Lista de canciones
Créditos adaptados de Apple Music.
| The Great Impersonator - Edición estándar |                              | |                                                         |          |  |
| N.º                                       | Título                       | Escritor(es)                                                                                            | Productor(es)                                           | Duración |  |
| 1.                                        | «Only Living Girl in LA»     | |                                                         | 06:14    |  |
| 2.                                        | «Ego»                        | Halsey, Greg Kurstin y Gregory Hein                                                                     | Kurstin, Wyatt Bernard, Michael Uzowuru y Austin Corona | 03:18    |  |
| 3.                                        | «Dog Years»                  | |                                                         | 4:03     |  |
| 4.                                        | «Letter to God (1974)»       | |                                                         | 2:11     |  |
| 5.                                        | «Panic Attack»               | |                                                         | 3:36     |  |
| 6.                                        | «The End»                    | Frangipane                                                                                              | Halsey, Uzowuru y Alex G                                | 3:17     |  |
| 7.                                        | «I Believe in Magic»         | |                                                         | 4:48     |  |
| 8.                                        | «Letter to God (1983)»       | |                                                         | 1:53     |  |
| 9.                                        | «Hometown»                   | |                                                         | 3:24     |  |
| 10.                                       | «I Never Loved You»          | |                                                         | 4:09     |  |
| 11.                                       | «Darwinism»                  | |                                                         | 3:45     |  |
| 12.                                       | «Lonely Is the Muse»         | Frangipane y Stuart Price                                                                               | Corona, Bernard y Brandon Buttner                       | 4:01     |  |
| 13.                                       | «Arsonist»                   | |                                                         | 4:38     |  |
| 14.                                       | «Life of the Spider (Draft)» | |                                                         | 3:30     |  |
| 15.                                       | «Hurt Feelings»              | |                                                         | 3:54     |  |
| 16.                                       | «Lucky»                      | Frangipane, Uzowuru, Max Martin, Alexander Kronlund, Rami Yacoub, James Everett Lawrence y Travon Potts | Uzowuru, Rahm Silverglade y Dylan Wiggins               | 3:18     |  |
| 17.                                       | «Letter to God (1998)»       | |                                                         | 2:50     |  |
| 18.                                       | «The Great Impersonator»     | |                                                         | 3:22     |  |
| 66:11                                     |                              | |                                                         |          |  |